# Elephant (película)
Elephant (conocida como Elefante en España  y Latinoamérica), es una película independiente de drama psicológico estadounidense de 2003 escrita, dirigida y editada por Gus Van Sant. Tiene lugar en Watt High School, en los suburbios de Portland, Oregón, y narra los acontecimientos que rodearon un tiroteo en la escuela, basado en parte en la Masacre de la Escuela Secundaria Columbine en 1999 por los adolescentes estudiantes de último año Eric Harris y Dylan Klebold. La película comienza poco antes de que se produzca el rodaje, siguiendo la vida de varios personajes, tanto dentro como fuera del colegio, que desconocen lo que está por suceder. La película está protagonizada en su mayoría por actores jóvenes debutantes, incluidos John Robinson, Alex Frost y Eric Deulen, y también otros no profesionales.
Elephant es la segunda película de la "Trilogía de la muerte" de Van Sant; la primera es Gerry (2002) y la tercera, Last Days (2005), todas basadas en hechos reales.
Aunque Elephant fue controvertido por su tema y las acusaciones de influencia en el rodaje del Tiroteos de Red Lake, fue generalmente elogiado por la crítica y el público. Fue seleccionada para competir en la selección oficial del Festival de Cannes donde finalmente recibió la Palma de Oro, máximo galardón de dicho festival.

## Sinopsis
Esta película está basada en la matanza ocurrida en el Instituto de Columbine. La vida cotidiana de los alumnos se esboza desde diferentes ángulos, los que terminan enlazándose al estallar la tragedia. Se trata de una reconstrucción de la tragedia que conmocionó a la sociedad estadounidense. El título del film se refiere a la frase inglesa elephant in the room (es decir 'elefante en la habitación') usada para indicar problemas enormes que todos ignoran a propósito. La película muestra cómo dos chicos en un día normal de escuela lo transforman en una masacre que cobra la vida de varios estudiantes y maestros. También hay un episodio de "hora cero" que muestra cómo ocurrió el asesinato y cómo fue planeado.

## Argumento
La película comienza con un borracho señor McFarland (interpretado por Timothy Bottoms) conduciendo erráticamente por una calle angosta, hasta que su hijo John (John Robinson) lo reemplaza al volante pues teme que su padre dañe el vehículo. John llega a su escuela, deja a su padre en el estacionamiento y le pide por teléfono a un tal Paul que pase a recoger a éste rápido, porque le preocupa que no se quede en el auto. En ese momento, el director Luce (Matt Malloy) lo cita a su oficina por motivos que no son revelados. Luego son presentados otros personajes: el salvavidas Nathan (Nathan Tyson), la inadaptada y nerd Michelle (Kristen Hicks), el joven fotógrafo Elias (Elias McConnell), y Alex (Alex Frost), quien es acosado por sus compañeros.
Alex y su amigo Eric (Eric Deulen) compran armas por internet y se preparan para hacer un tiroteo en la escuela. Cuando llegan al lugar, Alex se topa con John en la entrada y le dice que mejor "se largue de ahí y no regrese" porque "la mierda está por caer". John sospecha lo que ocurrirá y alerta a las personas alrededor que no ingresen al colegio; sin embargo, la mayoría no le presta atención. Los dos armados esperan en la escuela a que sus bombas de propano (que Alex había plantado antes) estallen, pero esto se demora y se ven obligados a usar "el plan B". Se dirigen a la biblioteca y abren fuego indiscriminadamente; Michelle es asesinada allí y Elias, presuntamente, también. Los estudiantes entran en pánico y huyen.
Desde afuera, un horrorizado John oye gritos y disparos provenientes de la escuela que está en llamas, pues las bombas han detonado. Su padre, ya sobrio, llega al lugar (se había ido del automóvil) e intenta consolarlo. De vuelta dentro, los tiradores se han separado para cubrir más espacio; Alex ingresa al baño donde se topa con tres chicas populares llamadas Brittany, Jordan y Nicole (Brittany Mountain, Jordan Taylor y Nicole George), y no se muestra si les dispara. Eric mata a un estudiante afrodescendiente llamado Benny (Bennie Dixon) e increpa al señor Luce en los pasillos; le dice que hay otros como ellos que "lo matarán si los jode como me ha jodido a mi". Lo deja escapar, pero se arrepiente y le dispara. 
Los tiradores se encuentran en la cafetería y, tras una breve conversación, Alex asesina a su compañero. El joven, sin mostrar emoción alguna, sale de allí y oye unos ruidos que lo llevan hasta un congelador donde se esconden Nathan y la novia de éste, Carrie (Carrie Finklea). Alex sonríe, pues Nathan es uno de sus acosadores, y mediante la fórmula infantil "Eeny, meeny, miny, moe" decide a quién matará primero. La película finaliza y deja un final ambiguo.

## Estilo narrativo y audiovisual
Gus van Sant utiliza en el filme la técnica del plano secuencia, siguiendo con fluidos travellings a los estudiantes a través de los pasillos del instituto. El tono de la filmación es distante y aséptico como en un documental. El uso ocasional de la música, con varias sonatas para piano muy conocidas de Beethoven, introduce un contrapunto emocional a esta aparente frialdad.
La narración huye de la linealidad ya que dos de las secuencias transcurren de forma paralela y se incluye un flashback, fragmentando así el tiempo y dando una impresión de bucle, como sucede en algunos capítulos de Satantango (1994) del director húngaro Béla Tarr, reconocida influencia en el cine de Van Sant.

## Reparto
[cita requerida]
- Alex Frost como Alex
- Eric Deulen como Eric
- John Robinson como John McFarland
- Elias McConnell como Elias
- Kristen Hicks como Michelle
- Nathan Tyson como Nathan
- Carrie Finklea como Carrie
- Matt Malloy como el Director Luce
- Timothy Bottoms como Señor McFarland
- Nicole George como Nicole
- Brittany Mountain como Brittany
- Bennie Dixon como Benny
- Alicia Miles como Acadia
- Jordan Taylor como Jordan

## Título

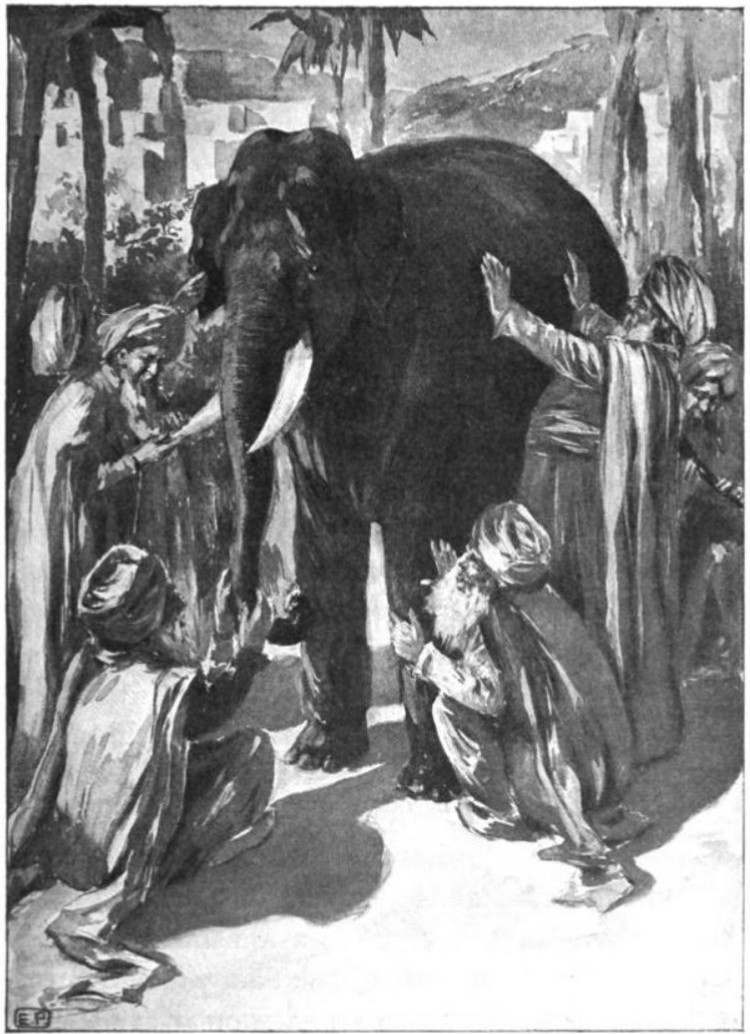
El título de la película está basada en Los ciegos y el elefante, parábola popular originara de la India.

El título Elephant es un homenaje al cortometraje de la BBC del mismo nombre de 1989, dirigido por Alan Clarke. Van Sant originalmente creía que el título de Clarke se refería a la parábola de los ciegos y un elefante, en la que varios ciegos intentan describir un elefante, y cada uno saca conclusiones diferentes según la parte del cuerpo que tocó, y la película de Van Sant usa esa interpretación, ya que la misma línea de tiempo general se muestra varias veces desde múltiples puntos de vista. Más tarde, Van Sant descubrió que la película de Clarke hacía referencia a la frase "elefante en la habitación" (la negación colectiva de algún problema obvio).
"La película Elephant de Clarke reflexiona sobre la violencia sectaria en Irlanda del Norte". El estilo minimalista de Van Sant y el uso de travellings reflejan la película de Clarke. 
En la habitación de Alex se puede ver un dibujo de un elefante y una imagen de un elefante sobre una colcha mientras toca el piano.

## Premios y nominaciónes
| Premio/Festival                         | Fecha                   | Categoría                                             | Nominado/a     | Resultado | Ref.   |
| --------------------------------------- | ----------------------- | ----------------------------------------------------- | -------------- | --------- | ------ |
| Premios Bodil                           | 27 de febrero de 2005   | Mejor Película Americana                              | Gus Van Sant   | Nominado  | [ 8 ]  |
| Festival de Cine de Cannes              | 14-25 de mayo de 2003   | Palme d'Or                                            | Gus Van Sant   | Ganador   | [ 9 ]  |
| Festival de Cine de Cannes              | 14-25 de mayo de 2003   | Mejor Director                                        | Gus Van Sant   | Ganador   | [ 9 ]  |
| Festival de Cine de Cannes              | 14-25 de mayo de 2003   | Premio de Cine del Sistema Educativo Nacional Francés | Gus Van Sant   | Ganador   | [ 10 ] |
| Premios César                           | 21 de febrero de 2004   | Mejor película extranjera                             | Gus Van Sant   | Nominada  | [ 11 ] |
| Críticos sindicalistas del cine francés | 15 de enero de 2004     | Mejor película extranjera                             | Gus Van Sant   | Ganadora  | [ 12 ] |
| Independent Spirit Awards               | 28 de febrero de 2004   | Mejor Director                                        | Gus Van Sant   | Nominado  | [ 13 ] |
| Independent Spirit Awards               | 28 de febrero de 2004   | Mejor Fotografía                                      | Harris Savides | Nominado  | [ 13 ] |
| Los Angeles Film Critics Association    | 7 de enero de 2004      | Mefor Fotografía                                      | Harris Savides | Finalista | [ 14 ] |
| National Society of Film Critics        | 3 de enero de 2004      | Mejor Fotografía                                      | Harris Savides | 3er lugar | [ 15 ] |
| New York Film Critics Circle            | 15 de diciembre de 2003 | Mejor Fotografía                                      | Harris Savides | Ganador   | [ 16 ] |